# Похпатян, Григор Ашотович
Григор Ашотович Похпатян (арм. Գրիգոր Պողպատյան, 9 сентября 1945, Ереван — 30 января 2021) — армянский государственный и политический деятель.
- 1963 — окончил Ереванскую среднюю школу N 17 им. Крылова.
- 1968 — окончил факультет технической кибернетики Ереванского политехнического института по специальности «Радиотехника».
- 1963—1964 — специалист высшего класса в электротехническом научно-исследовательском институте армянского филиала.
- 1966—1967 — техник в электротехническом научно-исследовательском институте Армянского филиала.
- 1969—1970 — старший лаборант в Ереванском политехническом институте.
- 1970—1982 — инженер, заведующим сектором, конструктор во ВНИИИ министерства электротехнической промышленности Армянской ССР.
- 1982—1991 — работал в научно-промышленном объединении «Лазерная техника», руководителем отдела, главным конструктором.
- 1991—1998 — был министром связи Армении.